# Castle on the Hudson
Castle on the Hudson is een Amerikaanse dramafilm uit 1940 onder regie van Anatole Litvak.

## Verhaal
Tommy Gordon zit in de gevangenis, maar hij wordt gesteund door de New Yorkse politicus Steve Rockford. Zijn vriendin Kay wil zich inlaten met Steve om hem op die manier eerder vrij te krijgen. Wanneer Kay in het ziekenhuis belandt, krijgt Tommy de toestemming om haar te bezoeken. Steve verschijnt echter ook tijdens dat bezoek, en er ontstaat een gevecht met dramatische gevolgen.

## Rolverdeling
| Acteur            | Personage             |
| ----------------- | --------------------- |
| John Garfield     | Tommy Gordon          |
| Ann Sheridan      | Kay                   |
| Pat O'Brien       | Walter Long           |
| Burgess Meredith  | Steven Rockford       |
| Henry O'Neill     | Officier van justitie |
| Jerome Cowan      | Ed Crowley            |
| Guinn Williams    | Mike Cagle            |
| John Litel        | Kapelaan              |
| Margot Stevenson  | Ann Rockford          |
| Willard Robertson | Ragan                 |
| Edward Pawley     | Black Jack            |
| Billy Wayne       | Peter                 |
| Nedda Harrigan    | Mevrouw Long          |
| Wade Boteler      | Hoofdopziener         |
| Barbara Pepper    | Goldie                |